# Ljustorpsån
Ljustorpsån i Ljustorp, Timrå kommun, mynnar i Indalsälven, ca 5 km före dess utfall i havet (Sveriges största kustdelta). Ån meandrar kraftigt och dess humusfärgade vatten står i skarp kontrast till bottnens ljusa mjäla. I Lagfors finns åns största kraftverk, ett av ägarens E.ON allra minsta. I Ljustorpsån (eller dess samflöde Mjällån) finns därtill ett fåtal mycket gamla, små kraftverk, däribland Rundbacken.
En kilometer före dess utlopp i Indalsälven får den ett sista tillflöde genom Masugnsbäcken. Den har sin upprinnelse i Nässjön och Nässjöbäcken som sedan förenar sig med bäckarna från Lillsnägden och Storsnägden för att sedan rinna genom dammen Kontorillen. Dessa sjöar reglerades för att lämna ett jämnare vattenflöde till Lögdö bruks masugn som var i drift under 1700- och 1800-talet. Innan Masugnsbäcken faller ut i Ljustorpsån rinner den även igenom Lögdösjön, som är en populär kommunal badplats omgiven av jordbruksmark. 
I Ljustorpsån bedrivs sportfiske efter i synnerhet havsöring men också harr. Öringsfisket i maj lockar fiskare från hela landet. Ljustorpsån är även populär för kanotpaddling.